# ピザケーキ

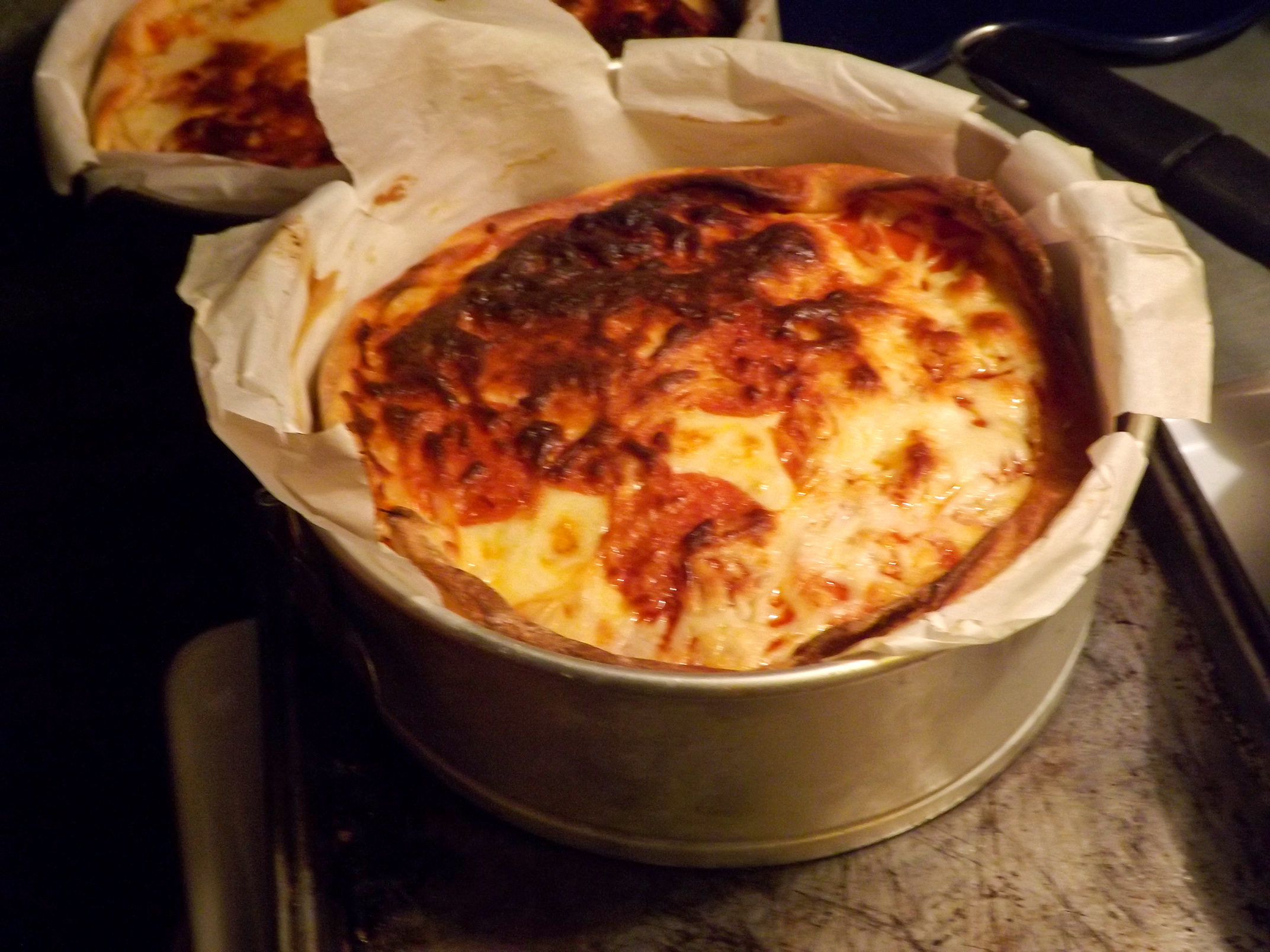
鍋の中にあるピザケーキ

ピザケーキ（英語: Pizza Cake）とは、鍋やケーキ用パンで焼いたカナダの多層ピザである。ボストン・ピザが考案したもので、2014年4月にネット上でレシピが公開されていたが、ピルズベリー社が2014年9月にレシピの例を掲載するまでは流行しなかった。現在でも評判は賛否両論で、その美味しさを称賛する声と、レシピの複雑さや不健康さを批判する声がある（→後述）。

## 歴史
2014年4月、カナダに拠点を置くチェーン店「ボストンピザ」は、数々の 「奇想天外」なピザ商品を紹介するプロモーション「Pizza Game Changers」の一環として、このピザケーキを掲載した。4月21日までに15,000票を獲得して最も人気があり、次点のピザミントの5倍以上の投票数となり、このレシピは、キャンペーンが終了するまで、その人気を維持した。同社はこの商品を「誕生日、バル・ミツワー、結婚式、そしてインフォマーシャルを見る孤独な夜にも最適」と宣伝した。
ボストン・ピザのプロモーションに触発されて、4月下旬にピザケーキのレシピがSo Good Blogに投稿され、このレシピを試したRedditユーザーは、強い「食べ物による二日酔い」を伴うものの、「天国のようだ」と評した。2014年9月、ショーン・サイフスによるピザケーキのレシピがPillsbury Companyに掲載された。このレシピはすぐにインターネット上で広く流行し、ピルズベリー社がこのレシピを考案したと誤解されることさえあった。

## 調理
So Good Blogのレシピでは、通常のピザ生地を厚さ1⁄5インチ (5 mm)に伸ばし、直径6 1/3インチ（16cm）の丸い部分を6つ切り出す。これを予熱したオーブンで15分焼き、冷ます。その間、ベーキングパウダーを鍋に振りかけ、鍋の側面に厚さ1⁄5インチ (5 mm)の生地を敷き詰める。生地が冷めたら丸い部分を底にし、ピザの材料（ソース、ペパロニ、チーズなど）を乗せ、これを鍋がいっぱいになるまで繰り返す。余分な生地を切り落とし、縁を整えた後、45分間焼いて完成。
2014年9月に話題になったピルズベリーのレシピには、調理時間を短くした似たようなレシピがあった。このレシピでは、側面が高いフライパン（正方形または円形）を推奨し、生地を3層にして、合計28〜33分の調理時間（円形は8分、完成したピザは20〜25分）を必要としていた。
デイリー・ミラー紙は、6層のピザケーキの合計カロリーを5,000キロカロリーと報じた。

## 評価
ナショナル・パブリック・ラジオのピーター・セーガルは、レシピが見た目よりも複雑で、「（ピザが好きな度合い）×（層の数）ではない」と評し、ピザケーキは生地のクリスピーさを失っているとした。
オンライン雑誌「Bustle」に寄稿したロザンヌ・サルバトーレは、手間と費用がかかるが、このケーキを推薦する価値があると考え、「私は素手で奇跡（ピザケーキ）を作った」と結論づけた。
クリーブランド・フリー・タイムズ誌に寄稿したエイプリル・ブレイクは、このレシピを、「調理が難しく、生地がパリパリせず、普通のピザよりも不健康」と否定的に捉えた。